# Osney Lock

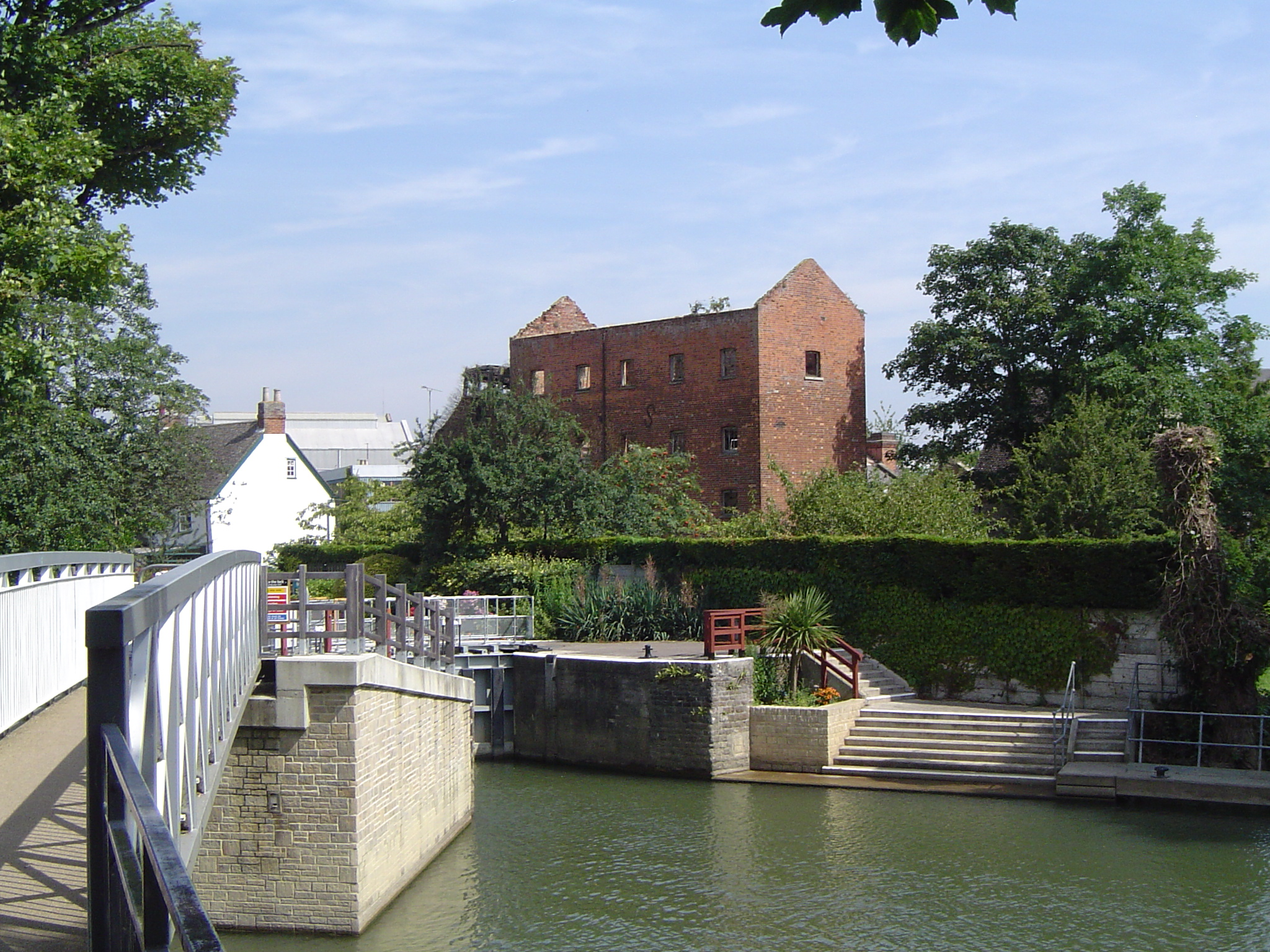
Das Osney Lock mit der Osney Mill im Hintergrund

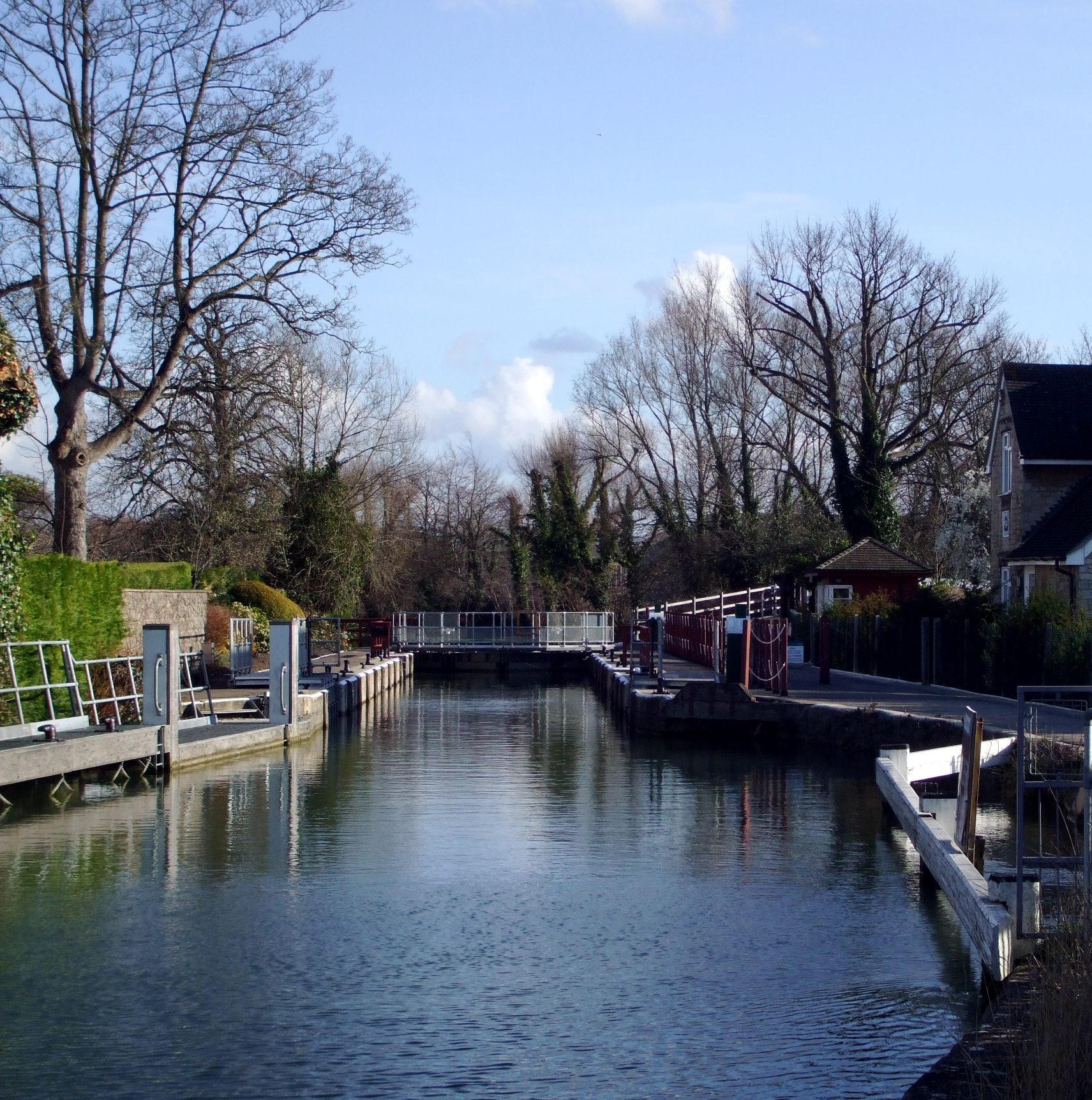
Die Nordseite des Osney Lock

Das Osney Lock ist eine Schleuse in der Themse in Oxford, England, nahe dem Ort und der Insel Osney.
Die erste steinerne Schleuse wurde 1790 von Daniel Harris für die Thames Navigation Commission gebaut. Neben dem südlichen Ende der Schleuse liegt der Osney Pool, eine Einrichtung der Environment Agency für Arbeiten am Fluss. Das Wehr ist stromaufwärts neben der Schifffahrtsstrecke in zwei Teile geteilt und es leitet das Wasser in den Osney Pool.

## Geschichte
Die Hauptschifffahrtsstrecke war früher ein Arm des Flusses, der als Bulstake Stream bezeichnet wird und weiter westlich verläuft. Der heutige Schifffahrtskanal wurde im Mittelalter von den Mönchen der Osney Abbey als Mühlkanal für die Osney Mill angelegt. Es gab ein Wehr, das der Abtei gehörte. Eine Schleuse wurde zuerst 1787 geplant. Nachdem die Schleuse 1790 gebaut wurde, war der Mühlkanal der Hauptarm des Flusses. Daniel Harris setzte die Gefangenen aus dem Gefängnis von Oxford als Arbeiter ein, um den niedrigsten Preis anbieten zu können. Der letzte Umbau der Schleuse erfolgte 1905.

## Der Fluss oberhalb der Schleuse
Four Rivers ist eine Teilung im Fluss, die eine Verbindung zum Oxford Canal über den Sheepwash Channel in der einen Richtung und zum Bulstake Stream in der anderen Richtung herstellt. Der Fluss fließt an Weiden vorbei, bis er Fiddler’s Island erreicht. Es gab dort eine Stauschleuse, nun überquert die Medley Footbridge den Fluss. Auf der anderen Seite der Insel ist der Castle Mill Stream, ein alter Schifffahrtskanal, der nahe dem Zentrum von Oxford verläuft.
Der Themsepfad wechselt an die Uferseite von Oxford an der Osney Bridge, überquert Fiddler’s Island und Medley Footbridge, um am westlichen Ufer bis zum Godstow Lock zu verlaufen. Die Schleuse ist über den Pfad entlang des Flusses von der Osney Bridge aus erreichbar.